# Orostachys spinosa
Orostachys spinosa är en fetbladsväxtart som först beskrevs av Carl von Linné, och fick sitt nu gällande namn av Meyer och Alwin Berger. Orostachys spinosa ingår i släktet Orostachys och familjen fetbladsväxter. Inga underarter finns listade i Catalogue of Life.

## Bildgalleri

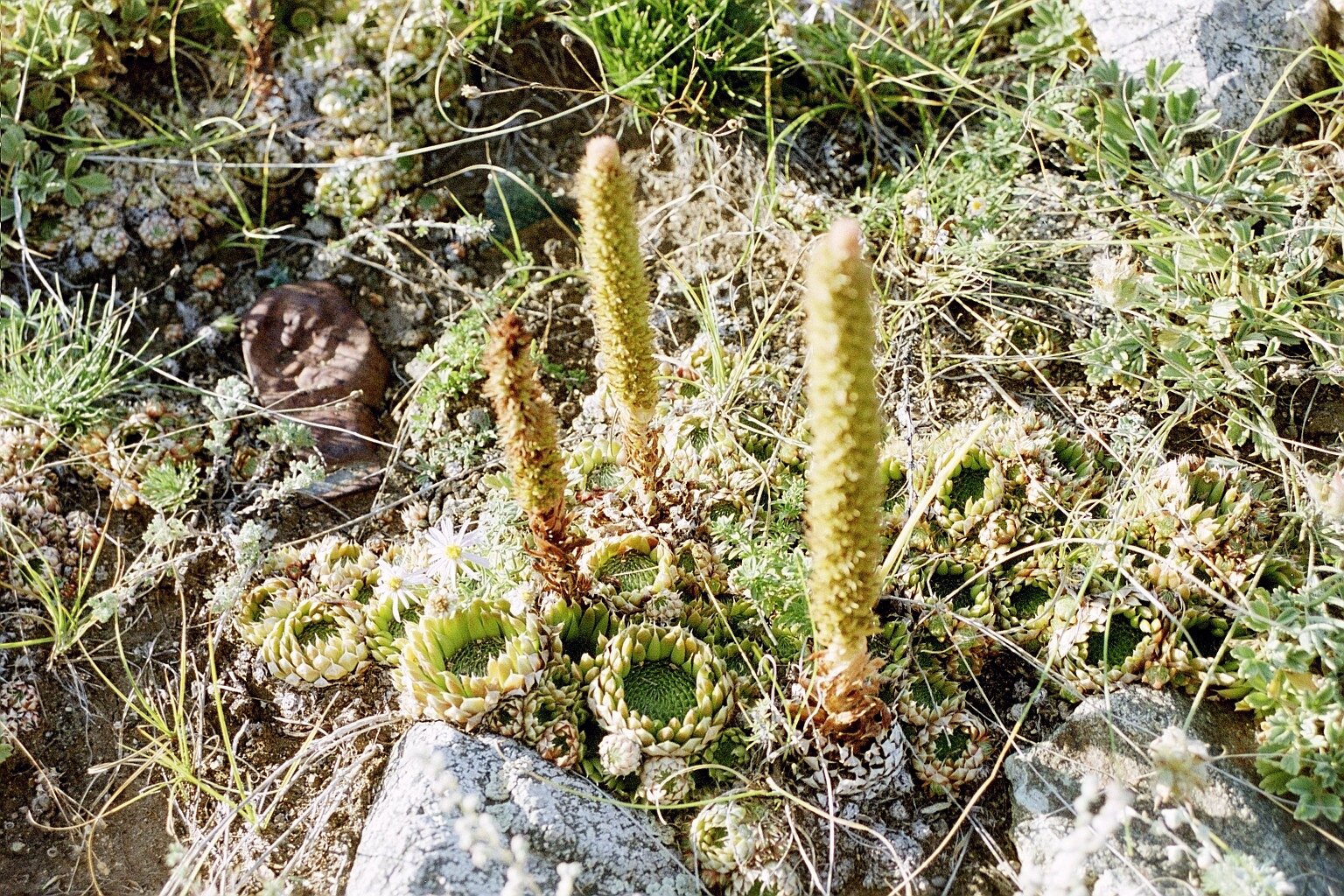
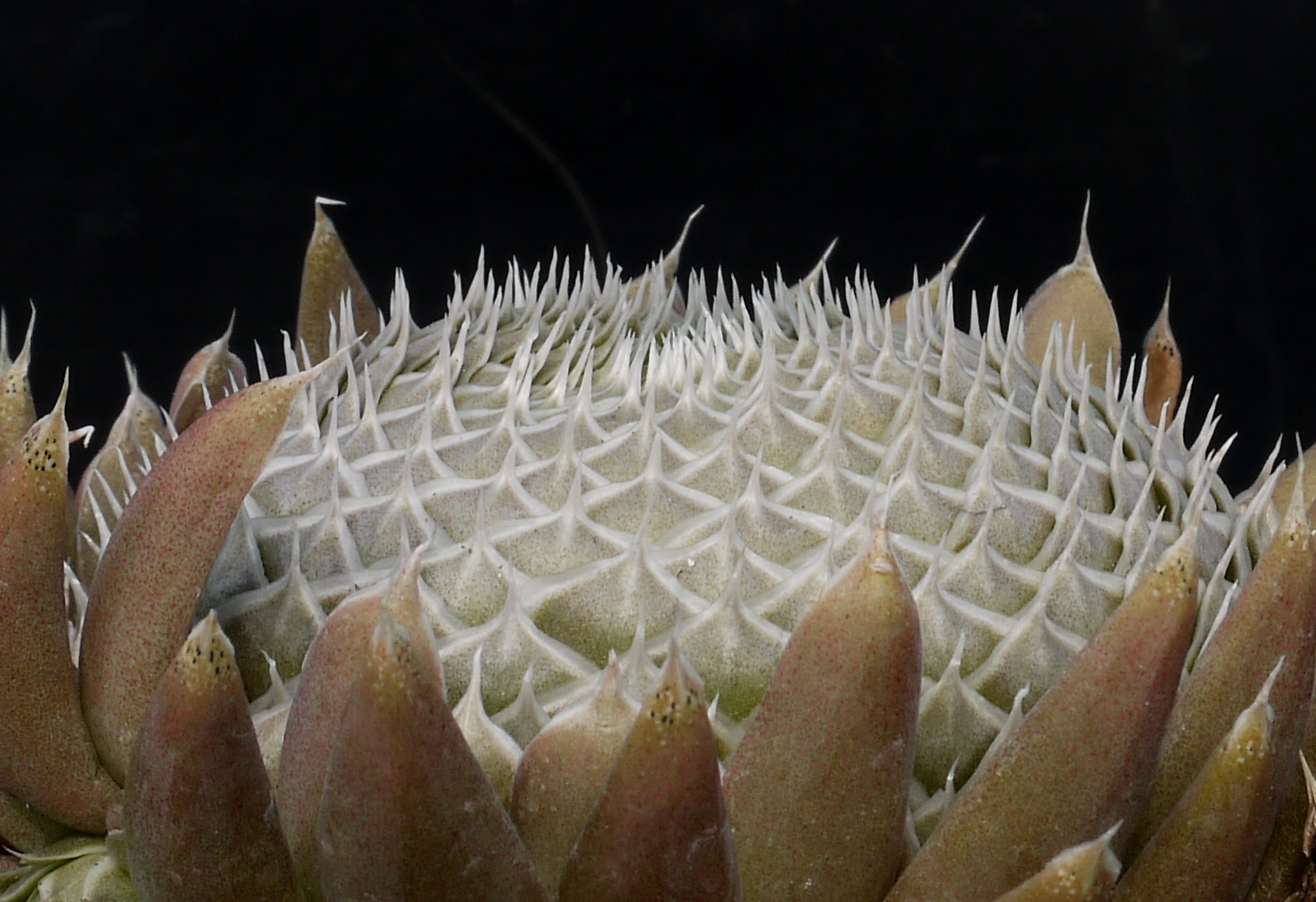